# Markweta
Le markweta (ou marakwet) est une langue nilo-saharienne de la branche des langues nilotiques parlée dans les hauts plateaux de l'Ouest du Kenya, dans le nord du district de Elgeyo-Marakwet.

## Les Markweta
Les Markweta s'auto-désignent par le nom de /mɑ́rkwɛːtɑ/, au singulier, /mɑ́rkwɛːtɪ́n/, un terme qui désigne aussi la langue. Le nom est donné, depuis l'époque coloniale à six groupes différents qui sont, en dehors des Markweta, les Endo, les Borokot, les Almo, les Kiptani et les Sengwer Cherengany.

## Classification
Le markweta est une des langues parlées par les Kalenjins, et est proche du nandi. Ces langues et dialectes forment, avec le datooga et l'omotik, le sous-groupe des langues nilotiques méridionales, rattaché aux langues soudaniques orientales.

## Écriture
| a  | aa | ā  | ch | ee | e | ēē | i | ii | k | l  | m | n | ng’ |
| ny | o  | oo | ō  | ōō | p | r  | s | t  | u | uu | w | y |     |

## Phonologie
Les tableaux présentent les voyelles et les consonnes du markweta.

### Voyelles
|         | Antérieure  | Centrale    | Postérieure |
| ------- | ----------- | ----------- | ----------- |
| Fermée  | i [i] ɪ [ɪ] |             | ʊ [ʊ] u [u] |
| Moyenne | e [e]       |             | ɔ [ɔ] o [o] |
| Ouverte |             | a [a] ɑ [ɑ] |             |

À cet inventaire, il faut rajouter les voyelles longues, dont une qui n'a pas d'équivalent courte, [ɛː].

### Deux types de voyelles
Le markweta différencie les voyelles selon leur lieu d'articulation. Elles sont soit prononcées avec l'avancement de la racine de la langue, soit avec la rétraction de la racine de la langue.
Les voyelles avec avancement de la racine de la langue sont [i], [e], [o], [a], [u], ainsi que les longues correspondantes. 
Les voyelles avec rétraction de la racine de la langue sont [ɪ], [ɔ],  [ɑ], [ʊ], avec les voyelles longues et [ɛː].

### Consonnes
|               |               | Bilabiale | Alvéolaire | Palatale | Vélaire |
| ------------- | ------------- | --------- | ---------- | -------- | ------- |
| Occlusives    | Occlusives    | p [p]     | t [t]      |          | k [k]   |
| Fricative     | Fricative     |           | s [s]      |          |         |
| Affriquées    | Affriquées    |           |            | c [t͡ʃ]   |         |
| Nasale        | Nasale        | m [m]     | n [n]      | ɲ [ɲ]    | ŋ [ŋ]   |
| liquide       | liquide       |           | l [l]      |          |         |
| Roulée        | Roulée        |           | r [r]      |          |         |
| Semi-voyelles | Semi-voyelles | w [w]     |            | y [j]    |         |

### Une langue tonale
Le markweta est une langue tonale.

## Sources
- (en) Prisca Jerono, Hillary Sang, Andrew Chelimo et Jane Akinyi Ngala Oduor, A unified orthography for Kalenjin languages of Kenya (Keiyo, Kipsigis, Marakwet, Nandi, Pokot, Sabaot, Tugen), 2014
- Marakwet Language Programme, Marakwet Alphabet Chart, Bible Translation & Literacy, 2014 (lire en ligne)
- (de) Franz Rottland, Die südnilotischen Sprachen. Beschreibung, Vergleichung und Rekonstruktion, Berlin, Dietrich Reimer Verlag, coll. « Kölner Beiträge zur Afrikanistik » (no 7), 1982 (ISBN 3-496-00162-3)